# Lesene cerkve v slovaškem delu Karpatov
Lesene cerkve v slovaškem delu Karpatov so skupina devetih lesenih verskih objektov  iz 16.-18. stoletja na osmih lokacijah na Slovaškem. Mednje spadata dve rimskokatoliški cerkvi (Hervartov, Tvrdošín), tri protestantske cerkve (Hronsek, Leštiny, Kežmarok), tri grkokatoliške cerkve (Bodružal, Ruská Bystrá, Ladomirová) in zvonik v Hronzeku. Razen njih je na Slovaškem še približno petdeset drugih lesenih cerkva, največ v severnem in vzhodnem  delu Prešovske regije.

## Opis
Rimskokatoliška cerkev sv. Frančiška Asiškega v Hervartovu ima gotske značilnosti. Zgradba je visoka in ozka, kar je za  lesene cerkve nenavadno. Zgrajena je bila v drugi polovici 15. stoletja in je najstarejša cerkev tega tipa na Slovaškem. Nenavadna so tudi kamnita tla, ker so bila v lesenih cerkvah tudi tla običajno lesena. V obdobju reformacije je cerkev leta 1665 dobila nekaj poslikav, na katerih sta med drugim Adam in Eva v raju in boj sv.  Jurija z zmajem. Glavni oltar Device Marije, sv. Katarine Aleksandrijske in sv. Barbare je bil narejen v letih 1460-1470 in v drugi polovici 2000. let restavriran.
Rimskokatoliška cerkev Vseh svetih v Tvrdošinu je bila zgrajena v drugi polovici 15. stoletja in v 17. stoletju obnovljena v renesančnem slogu. Baročni glavni oltar, ki prikazuje Vse svete, je s konca 17. stoletja.  Ostanki starega gotskega oltarja s sv. Petrom in sv. Janezom Krstnikom so po prvi svetovni vojni končali v muzeju v Budimpešti.  Omembe vredni so  tudi poslikava na stropu, ki prikazuje zvezdnato nebo, in številni verski artefakti iz 17. stoletja.
Stroge omejitve, ki so jih sprejeli na kongresu v Sopronu leta 1681, so  sicer omogočile gradnjo artikularnih protestantskih cerkva,  vendar so povzročile njihov nenavaden videz. Zgrajene so morale biti v enem letu brez kakršnih koli kovinskih elementov, na primer žebljev, in niso smele imeti stolpa. Gradnja cerkve v Hronzeku se je začela 23. oktobra 1725 in se končala jeseni 1726. V tem času je bil zgrajen tudi zvonik.  Cerkev je visoka 8 m in ima obliko križa s krakoma dolgima 23 in 18 m. Ker je na zgradbi veliko nenavadnih motivov s Skandinavije, se domneva, da so pri gradnji sodelovali norveški in/ali švedski obrtniki. Edinstvena  je tudi razvrstitev klopi v cerkvi, ki ima pet vrat in lahko sprejme 1100 vernikov. Oltar iz leta 1771 ima 6 plošč mojstra Samuela Kialoviča.
Gradnjo artikularne lesene evangeličanske cerkve v Leštinyh v Oravski regiji je naročil  Jób Zmeškal. Zgrajena je bila leta 1688. Notranjost cerkve je iz 17. in 18. stoletja. Cerkev je v celoti čudovito poslikana. Glavni oltar je iz 18. stoletja. V cerkvi je bil krščen tudi slavni slovaški pesnik  Pavol Országh Hviezdoslav. 
V cerkvi v Kežmaroku, zgrajeni leta 1717, so izjemne stenske poslikave in rezbarije, zato se šteje za najlepšo od zadnjih petih sklepnih cerkva na Slovaškem. Denar za njeno gradnjo so zbirali tudi drugod po Evropi, na primer na Danskem in Švedskem.  Načrt zanjo je naredil arhitekt Juraj Müttermann iz Poprada. Cerkev je dolga 34,68 m. široka 30,31 m in visoka 20,60 m. Ima šest stranskih korov in sprejme več kot 1500 vernikov, kar je za leseno cerkev svojevrsten dosežek. Poslikavanje stropa de je začelo leta 1717 in je trajalo več desetletij. Na slikah je upodobljeno modro nebo, dvanajst  apostolov,  štirje evangelisti in Sveta trojica. Oltar je izdelal  Ján Lerch iz Kežmaroka v latih 1718 do 1727. Osrednji motiv oltarja je kalvarija. Mojstrovina so tudi orgle, postavljene v letih 1717 do 1720, ki jih je izdelal Vavrinec Čajkovský in leta 1729 razširil mojster Martin Korabinský iz Spiške nove vesi. Po generalni obnovi cerkve v 1990. letih cerkev ponovno služi svojemu namenu.
Grkokatoliška baročna cerkev sv. Nikolaja v Bodružalu je bila zgrajena leta 1658. Sestavljena je iz treh med seboj povezanih kvadratnih delov v smeri vzhod-zahod. Ima tri stolpe z majhnimi čebulastimi kupolami z železnimi križi, od katerih je najvišji hkrati zvonik. Okrog cerkve je pokopališče, obzidje in zvonik iz 19. stoletja. Ohranjenih je nekaj poslikav iz 18. stoletja, ikonostas in nekaj ikon iz istega časa. Oltar je bil obnovljen  v 1990. letih, cela zgradba pa leta 2004. Dva od treh zvonov so v prvi svetovni vojni pretalili in jih v drugi polovici 1920. let nadomestili z novima. Od leta 1968 do sredine 1990. let so cerkev uporabljali grkokatoliški in pravoslavni verniki, sedaj pa je samo grkokatoliška.
Cerkev sv. Nikolaja v Ruski Bystri je bila zgrajena na začetku 18. stoletja. Ima samo dva stolpa. Skoraj popolna geometrija njene strehe spominja na tradicionalne kmečke hiše. Notranjost in verski artefakti so iz 18. stoletja.
Cerkev nadangela Mihaela je bila zgrajena leta 1742 brez enega samega žeblja. Zasnovana je podobno kot cerkev v Bodružalu. Podobna je tudi okolica (obzidje, pokopališče in zvonik).

## Galerija
- Bodružal
- Landomirova
- Leštiny
- Ruska Bystra
- Tvrdošín